# Alain Prost
Alain Marie Pascal Prost, OBE, Bắc Đẩu Bội tinh (sinh 24 tháng 2 năm 1955 tại Lorette, Loire) là một tay đua người Pháp. Ông đã 4 lần vô địch giải Công thức 1, ngang với Sebastian Vettel (4), và chỉ kém Juan Manuel Fangio (5), và Michael Schumacher (7) về số lần vô địch giải này. Từ năm 1987 cho đến năm 2001 Prost giữ kỷ lục cho hầu hết các chiến thắng Grand Prix. Schumacher đã vượt qua kỷ lục tổng cộng 51 trận thắng của Prost tại 2001 Grand Prix tại Bỉ. Năm 1999, Prost nhận được giải World Sports Awards of the Century trong lĩnh vực thể thao mô tô.